# Boris Warneke
Boris Vassilievitch Warneke (Борис Васильевич Варнеке), né à Moscou en 1874 et mort à Kiev en 1944, est un philologue classique russe et soviétique qui est également historien du théâtre.

## Biographie
Warneke fait ses études au premier lycée classique de Moscou de Moscou. Il lit et joue des pièces de théâtre d'amateurs dès son enfance. Il termine en 1898 l'institut impérial historico-philologique de Saint-Pétersbourg, où il eut comme professeurs Sokolov et Zieliński. Ensuite, Warneke devient enseignant de latin-grec au lycée no 5 de Saint-Pétersbourg et au lycée Nicolas de Tsarskoïe Selo à l'époque où ce lycée est dirigé par Annenski (de janvier 1902 à août 1904). Il est nommé professeur à l'université de Kazan, puis à l'université de Nouvelle Russie à Odessa. Mikhaïl Bakhtine compte vraisemblablement parmi les auditeurs de son cours sur Tibulle, et son frère aîné Nicolas sans aucun doute.
Warneke laisse des souvenirs à propos de Nikolaï Leskov, Dmitri Mamine-Sibiriak, Piotr Gneditch, D. Ovsianiko-Koulikovski, Pauline Strepetova, Constantin Balmont, etc. Il écrit des recensions des tragédies d'Annenski, avec lequel il est toujours demeuré en correspondance.
Pendant la Grande Guerre patriotique, Warneke reste dans la ville d'Odessa qui est occupée par les troupes roumaines alliées du Troisième Reich. Il enseigne à l'université roumaine qui est ouverte par l'administration d'occupation roumaine. Lorsque l'Armée rouge vient libérer Odessa en 1944, Warneke est arrêté pour avoir trahi sa patrie en travaillant dans un établissement administré par l'occupant. Il est transféré à Kiev, où il meurt à l'infirmerie de la prison quelque temps plus tard. Warneke a été réhabilité plus tard.

## Publications
- Comment travaillaient les acteurs de la Rome antique, in: Revue philologique, 1900
- Études sur l'histoire du théâtre dans la Rome antique, Saint-Pétersbourg, 1903 (thèse magistérielle)
- Le Rôle politique du théâtre antique, in Notes philologiques, 1904
- Observations à propos de la comédie dans la Rome antique, Kazan, 1904 (thèse de doctorat)
- La Question féminine dans le théâtre attique, Kazan, 1905
- Terres cuites antiques, in: Les Nouvelles de la Société d'archéologie, d'histoire et d'ethnographie, tome XXII, Kazan, 1906, pp. 231-248
- Littérature récente sur les mimes, Kazan, 1907
- Nouveau manuel documentaire de l'histoire du théâtre attique, université de Kazan, 1908
- Histoire du théâtre russe, Kazan, 1908-1910
- Les Acteurs de la Grèce antique, Odessa, 1919
- Le Théâtre dans les colonies grecques du littoral septentrional du Pont-Euxin, in: Les Nouvelles de la Société d'histoire, d'archéologie et d'ethnographie de Tauride, 1 (58), Simféropol, 1927
- Le Théâtre antique; Karkhov, 1929
- Histoire du théâtre antique, Moscou, Léningrad, 1940

## Source
- (ru) Cet article est partiellement ou en totalité issu de l’article de Wikipédia en russe intitulé « Варнеке, Борис Васильевич » (voir la liste des auteurs).